# Thamnobryum corticola
Thamnobryum corticola là một loài Rêu trong họ Neckeraceae. Loài này được (Kindb.) De Sloover miêu tả khoa học đầu tiên năm 1983.